# Metalinhomoeus musaecauda
Metalinhomoeus musaecauda is een rondwormensoort uit de familie van de Linhomoeidae. De wetenschappelijke naam van de soort is voor het eerst geldig gepubliceerd in 1966 door Lorenzen.